# Maximum Time Aloft
Maximum Time Aloft (MTA) är en tävlingsgren inom frisbeesporten. Den går ut på att spelaren kastar sin frisbee upp mot vinden, för att därefter med en hand fånga sitt eget kast efter så lång tid som möjligt. Ett bra tävlingsresultat för herrar ligger normalt mellan 10 och 14 sekunder.
Världsrekordet (2010) för herrar är 16,72 sekunder, satt av amerikanen Don Cain den 26 maj 1984. För damer ligger världsrekordnoteringen på 11,81 sekunder, av Amy Bekken, USA, satt den 1 augusti 1991.
Svenske astronauten Christer Fuglesang gjorde ett MTA-kast i tyngdlöst tillstånd den 15 december 2006, då han ingick i besättningen på rymdfärjan Discovery och kom då upp i en tid på 20,52 sekunder. Denna tid räknas dock inte som generellt världsrekord. Däremot införde World Flying Disc Federation efter kastet en ny kategori, Galactic MTA, där Fuglesangs tid finns noterad.